# Шевченко (Хлібодарівська сільська громада)
Шевче́нко — село Хлібодарівської сільської громади Волноваського району Донецької області України.

## Загальні відомості
Село Шевченко підпорядковане Стрітенській сільській раді. Відстань до райцентру становить близько 14 км і проходить переважно автошляхом Н20.

## Населення

### Мова
Розподіл населення за рідною мовою за даними перепису 2001 року:
| Мова       | Кількість | Відсоток |
| ---------- | --------- | -------- |
| російська  | 57        | 57.58%   |
| українська | 42        | 42.42%   |
| Усього     | 99        | 100%     |

За даними перепису 2001 року населення села становило 99 осіб, із них 42,42 % зазначили рідною мову українську та 57,58 % — російську.